# 20897 Deborahdomingue
20897 Deborahdomingue este un asteroid din centura principală de asteroizi.

## Descriere
20897 Deborahdomingue este un asteroid din centura principală de asteroizi. A fost descoperit pe 20 noiembrie 2000 la Stația Anderson Mesa în cadrul programului LONEOS. Asteroidul prezintă o orbită caracterizată de o semiaxă mare de 2,77 ua, o excentricitate de 0,02 și o înclinație de 15,6° în raport cu ecliptica.